# Liste der Einträge im National Register of Historic Places im Archer County
Die Liste der Registered Historic Places im Archer County führt alle Bauwerke und historischen Stätten im texanischen Archer County auf, die in das National Register of Historic Places aufgenommen wurden.

## Aktuelle Einträge
| Lfd. Nr. | Name im NRHP                      | Bild | Datum der Eintragung | Adresse/Lage                           | Ort         | NRHP-ID  | Beschreibung                                             |
| -------- | --------------------------------- | ---- | -------------------- | -------------------------------------- | ----------- | -------- | -------------------------------------------------------- |
| 1        | Archer County Courthouse and Jail |      | 23. Dez. 1977        | Public Sq. and Sycamore and Pecan Sts. | Archer City | 77001424 | County Courthouse und Bezirksgefängnis, erbaut 1891–1892 |